# 侏儒國
侏儒國是《魏志倭人傳》《後漢書》《宋書》《梁書》《南史》中提及的在邪馬台國南方的倭人小國，與黑齒國和裸國並列提及。

## 概要
在魏志倭人傳和後漢書中提及女王国南方4000里有一倭人小邦，特點是其人身材矮，人長三四尺。

## 魏志倭人傳
又有侏儒國在其南、人長三四尺、去女王四千餘里。

## 後漢書倭傳
自女王國南四千餘里至朱儒國、人長三四尺。自朱儒東南行船一年、至裸國、黒齒國、使驛所傳、極於此矣。

## 比定地
一般把種子島比定為侏儒國，在那里發掘出的彌生時代至古墳時代的人骨有極端短頭、低頭、低身高的特徴、與魏志倭人傳記述的侏儒國人的人類学特徴一致，同樣的人骨也出土於沖繩。